# Jersón
Jersón (en ucraniano y ruso: Херсóн; [xerˈsɔn̪]ⓘ) es una ciudad del sur de Ucrania, capital de la óblast de Jersón. La ciudad es un puerto importante ya que está situada a orillas del mar Negro y del río Dniéper. Además, cuenta con los principales astilleros del país. A comienzos de 2022, su población se había reducido a 279 131 habitantes.
De marzo a noviembre de 2022, Jersón estuvo ocupada por la Federación Rusa en el contexto de la invasión rusa a Ucrania, como parte de la Administración Militar y Civil de Jersón; pero el 9 de noviembre se anunció la retirada de las tropas rusas, al considerarse «inviable» su ocupación, tras la ofensiva ucraniana. En junio de 2023, la ciudad quedó inundada tras la destrucción de la cercana presa de Kajovka.

## Historia

### Previo a la fundación
El origen del nombre "Jersón" procede de la colonia griega situada en la cercana Crimea Quersoneso, en eslavo "Korsún".
Antes de su fundación el territorio de Jersón estuvo habitado desde hace siglos. Hallazgos en el área urbana, como azadas de asta de ciervo y hachas de piedra encontradas en diferentes lugares, atestiguan la presencia de una persona aquí al menos desde el III o II milenio antes de Cristo. Se han encontrado entierros escitas de los siglos IV y III a. C. También restos del período sármata (II a. C.-siglo IV d. C.) y monedas romanas del siglo II Los restos de un asentamiento del período del Rus de Kiev fueron descubiertos cerca de la ciudad, en la isla Big Potemkin. También se encontró una escultura de piedra polovtsiana de los siglos XI-XIII. Desde 1240 la Horda de Oro dominó la región. 
El Kanato de Crimea, establecido en 1441, controlaba la costa del mar Negro en los actuales óblast de Jersón, Nicolaiev, Zaporizhia y Donetsk. A partir de 1475, el kanato fue un protectorado del Imperio otomano. El sultán otomano disfrutó del poder de veto sobre la selección de nuevos khans de Crimea. El Imperio anexó la costa de Crimea, pero reconoció la legitimidad del gobierno del kanato de las estepas. 
Según mapas antiguos, se puede suponer que desde principios del siglo XVII hasta el siglo XVIII, la ciudad de Bilehowisce (Belijovichi) estuvo ubicada en el sitio de la actual Jersón. A pesar de que Belijovichi estuvo indicada en los mapas hasta mediados del siglo XVIII, lo más probable es que la ciudad estuviera en gran declive antes de la llegada del mariscal de campo, Burkhard Christoph von Münnich a la desembocadura del río Dniéper. En el libro de Sebastián de Ucedo "El índice del mundo conocido" de 1672, se indican las ciudades de Ochakov, Biljovichi, Kachibey, Vinaradna, Krapezadi y Andreev en la zona cercana a Jersón. En el libro de Herman Moll "El sistema de geografía" de 1701, se detallan los poblados de Ochakov, Biljovichi y Kachibey.
En 1737, durante la guerra ruso-turca (1735-1739), se construyó la fortificación rusa Alexander-Shantz en la margen derecha del Dniéper.
Tras la victoria rusa en la guerra ruso-turca (1768-1774) y el control de la región por Rusia, surgió la necesidad de construir un astillero en el mar Negro para consolidar una flota profesional. Para determinar la ubicación, se organizó una expedición, encabezada por el vicealmirante Alexei Senyavin, comandante de la flotilla Azov. Fue él quien propuso construir cascos de barcos bajo la cubierta de la fortificación de Alexander-Shantz, para trasladarlos al estuario del Dniéper-Bug. El plan de Senyavin fue aprobado por el más alto rescripto en 1775. Desde este año se construyó una oficina de correos. En 1776, se conformó en la fortaleza un regimiento de piqueros conformados por antiguos cosacos de Zaporiyia.

### Era imperial (1778-1917)
El 18 de junio de 1778, Catalina II firmó un edicto para la construcción de una fortaleza, un astillero y una ciudad para asentar la Flota del Mar Negro, en el territorio anexionado al imperio otomano en 1774. La ciudad fue llamada Jersón, en honor al antiguo asentamiento griego Quersoneso, dentro de la política de la emperatriz, Proyecto griego. Jersón fue fundada por Grigori Potiomkin y construida bajo la supervisión del general Iván Gannibal. Jersón proviene del griego Χερσόνησος (Jersonesos) y significa "costa peninsular".
En 1783 se terminó de construir los astilleros de la flota rusa del mar Negro y obtuvo el estatuto de ciudad. A finales del siglo XVIII, comenzó a operar la Compañía Pesquera de Jersón y la Compañía Comercial Polaca del Mar Negro, otorgando al puerto de Jersón un desarrollo comercial con Francia, Italia, España, Polonia y otros países europeos. En 1791, Potemkin fue enterrado en la recién construida Catedral de Santa Catalina.

Con la fundación de Odesa en 1794 y la consolidación de Nicolaiev como puerto base del almirantazgo de la flota del mar Negro, la importancia de Jersón como astillero disminuyó. En 1803, la ciudad se convirtió en la capital de la Gobernación de Jersón, con Emmanuel Osipovich de Richelieu como gobernador general del territorio de Nueva Rusia. De Richelieu jugó un papel clave en el desarrollo comercial de la ciudad, puesto que promovió la exportación de vino novorruso a través del puerto de Jersón. En 1805 se aprobó el escudo y la bandera de la ciudad.

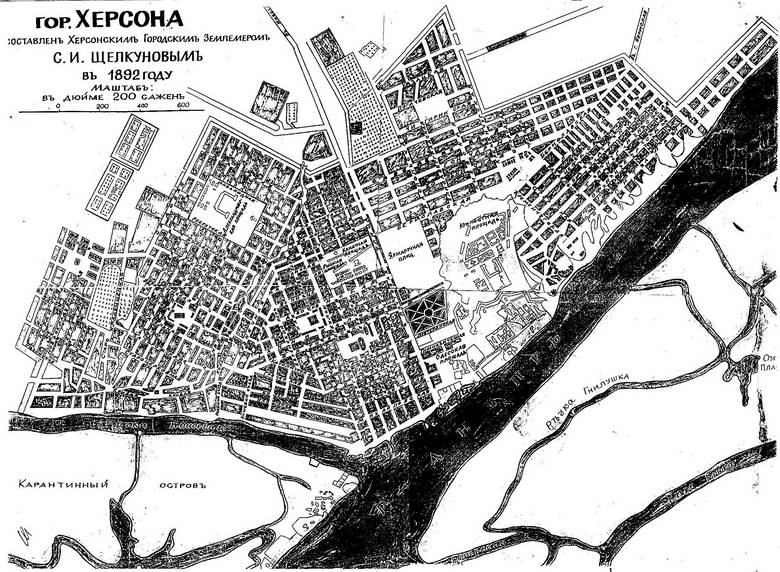
Mapa de Jersón en el

En 1813, se fundó la primera escuela primera de la ciudad. Dos años más tarde, se consolidó un liceo de hombres. En 1834 se inauguró una escuela de marina mercante y 1874 una escuela agrícola. En 1838 comenzó a circular el primer periódico de la ciudad "Jerson Gubernskie Vedomosti". 
A mediados del siglo XIX, se desarrolló la industria cervecera, de cueros y de procesamiento de alimentos. Para 1860 se documentan: una planta mecánica de fundición de hierro, 11 lavados de lana, 10 hornos de manteca, 6 empresas de velas y sebo, 2 aserraderos y 10 fábricas de ladrillo. Durante la segunda mitad del siglo XIX, se construyó un teatro, una biblioteca, un museo de historia natural y uno arqueológico. 
En el censo ruso de 1897, se registró que la ciudad estaba compuesta por 50 % de rusos, 30 % de judíos y 20 % de ucranianos. Durante la revolución de 1905, hubo huelgas de trabajadores y el motín de soldados del 10° Batallón Disciplinario.}
En 1907, llegó el ferrocarril a Jersón, conectándose a así a las principales ciudades del país. En 1908 se construye la primera central eléctrica de la ciudad. En 1913 el volumen de carga del puerto de Jersón ascendió a 14 000 toneladas. En 1914, operaban más de 100 empresas en la ciudad, destacándose 2 astilleros, 3 fundiciones de hierro, 4 aserraderos, 5 curtiembres, una fábrica de tabaco, 9 imprentas y 2 cervecerías.

### Era soviética (1917-1991)

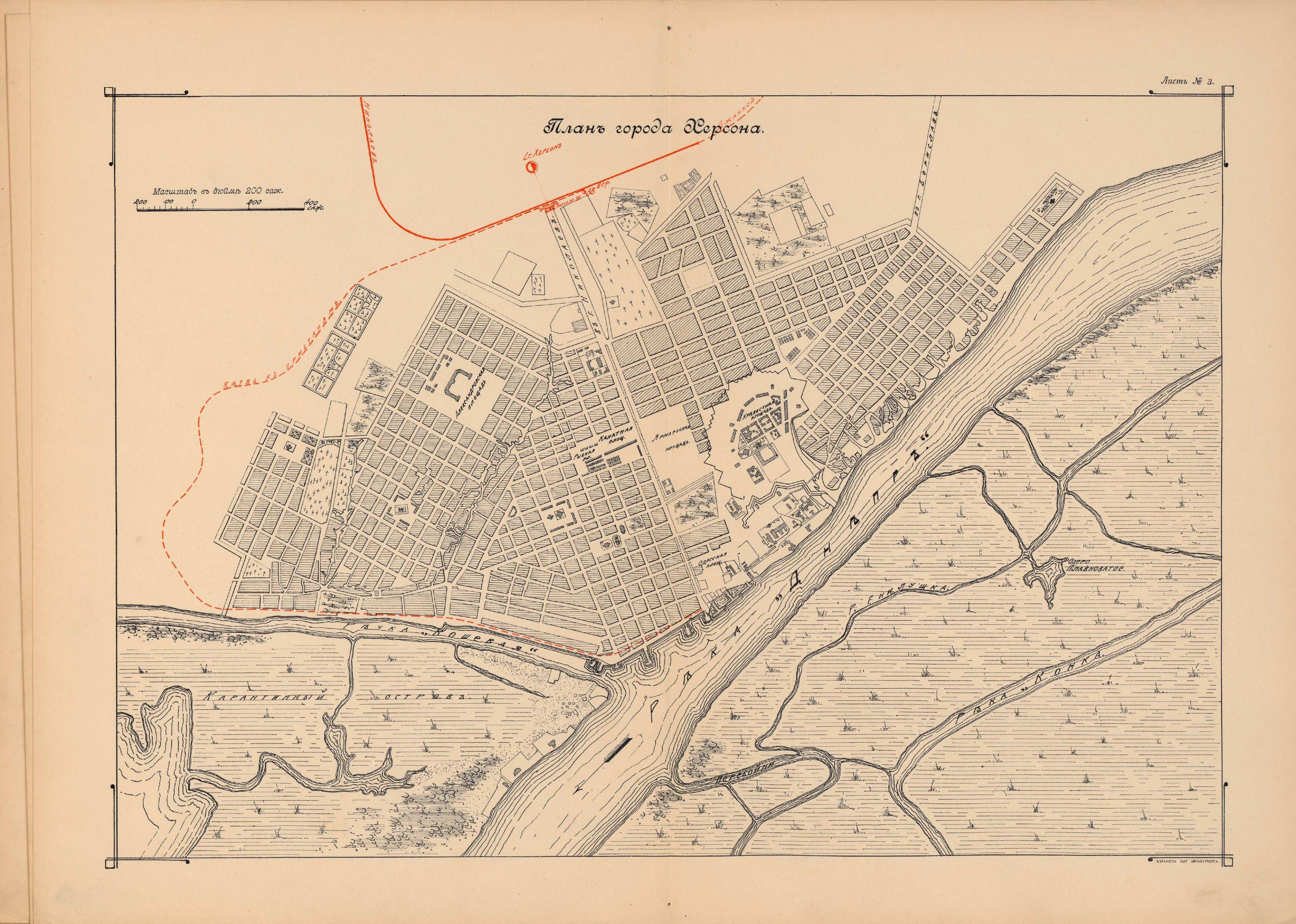
Mapa de Jersón (1908)

A raíz de la revolución de octubre de 1917, los bolcheviques expulsaron de Kiev a la Rada Central, que había declarado la República Popular de Ucrania. La ciudad fue cedida a los alemanes tras el tratado de Brest-Litovsk de marzo de 1918. Los alemanes se retiraron de la ciudad en noviembre de 1918 y los esfuerzos de la República Popular de Ucrania para afirmar su autoridad sobre la región se vieron frustrados por la ocupación francesa de Jersón, en enero de 1919.
En marzo de 1919, el ejército verde expulsó a la guarnición francesa de la ciudad, liderados por el señor de la guerra, Atamán Nikifor Grigoriev. Este hecho precipitó la posterior evacuación aliada de Odesa. Durante la ocupación del ejército verde, se perpetraron pogromos y ataques contra la población judía. Grigoriev llamó al pueblo ucraniano a levantarse contra los "impostores comunistas" por lo que fue derrocado por los bolcheviques en julio de 1919. A fines de 1919, la ciudad fue ocupada por el ejército blanco antes de estar en dominio definitivo del Ejército Rojo en febrero de 1920. En 1922, la ciudad se incorpora a la República Socialista Soviética de Ucrania, constituida dentro de la Unión Soviética.
La hambruna de 1921-1923 redujo radicalmente la población de la ciudad de 75 000 a 41 000. Con el desarrollo fomentado por los planes quinquenales, la ciudad tuvo un desarrollo acelerado alcanzando los 97 000 habitantes en 1939. Jersón se consolidó como un centro de transporte con la construcción de la línea ferroviaria Jersón-Járkov, en ese entonces capital de Ucrania. La construcción de la central hidroeléctrica del Dniéper y la utilización del río como medio de comunicación hacia los tramos superiores, aumentaron significativamente la importancia del puerto, aumentando el flujo de carga a 50 000 toneladas. En 1927 se abrió el primer sistema de autobuses de la ciudad.
En 1940, la ciudad fue uno de los lugares de ejecución de oficiales e intelectuales polacos dentro del marco de la masacre de Katyn.
Entre el 9 de agosto de 1941 y el 13 de marzo de 1944, la ciudad es ocupada por la Alemania nazi. En colaboración con las fuerzas de ocupación, se gestaron células de combate de la Organización de Nacionalistas Ucranianos para combatir contra la resistencia partisana soviética. Los nacionalistas ucranianos en Jersón estaban encabezados por Bogdán Bandera, hermano del líder Stepán Bandera. Los alemanes operaron una prisión y un campo de concentración para prisioneros de guerra denominado Stalag 370. La comunidad judía de Jersón fue casi exterminada durante la ocupación. Del 27% de la población en 1929, pasó al 6% en 1959, cuando volvió a funcionar la sinagoga.
En los años de posguerra, Jersón se convirtió en un importante centro industrial, comercial y agrícola. La población alcanzó los 261.000 habitantes en 1970. Se construyeron los complejos industriales de Reparación y Construcción Naval de la Comintern, de Reparación Naval de Kuibyshev y de Fabricación de Textiles de Algodón de Jersón. El creciente puerto de exportación de granos, permitió un flujo migratorio de ucranianos campesinos hacia la ciudad, reconstituyendo la composición étnica de Jersón a 63 % ucranianos y 29 % rusos, en 1959.
En 1961 entra en funcionamiento la primera línea de trolebuses. El 1 de junio de 1978 la ciudad recibió la Orden de la Bandera Roja del Trabajo, por "los méritos de los trabajadores de la ciudad en el movimiento revolucionario, activo participación en la lucha contra los invasores nazis durante la Gran Guerra Patria, los éxitos alcanzados en la construcción económica y cultural y en relación con el 200 aniversario". 

### Era ucraniana y ocupación rusa (1991-actualidad)

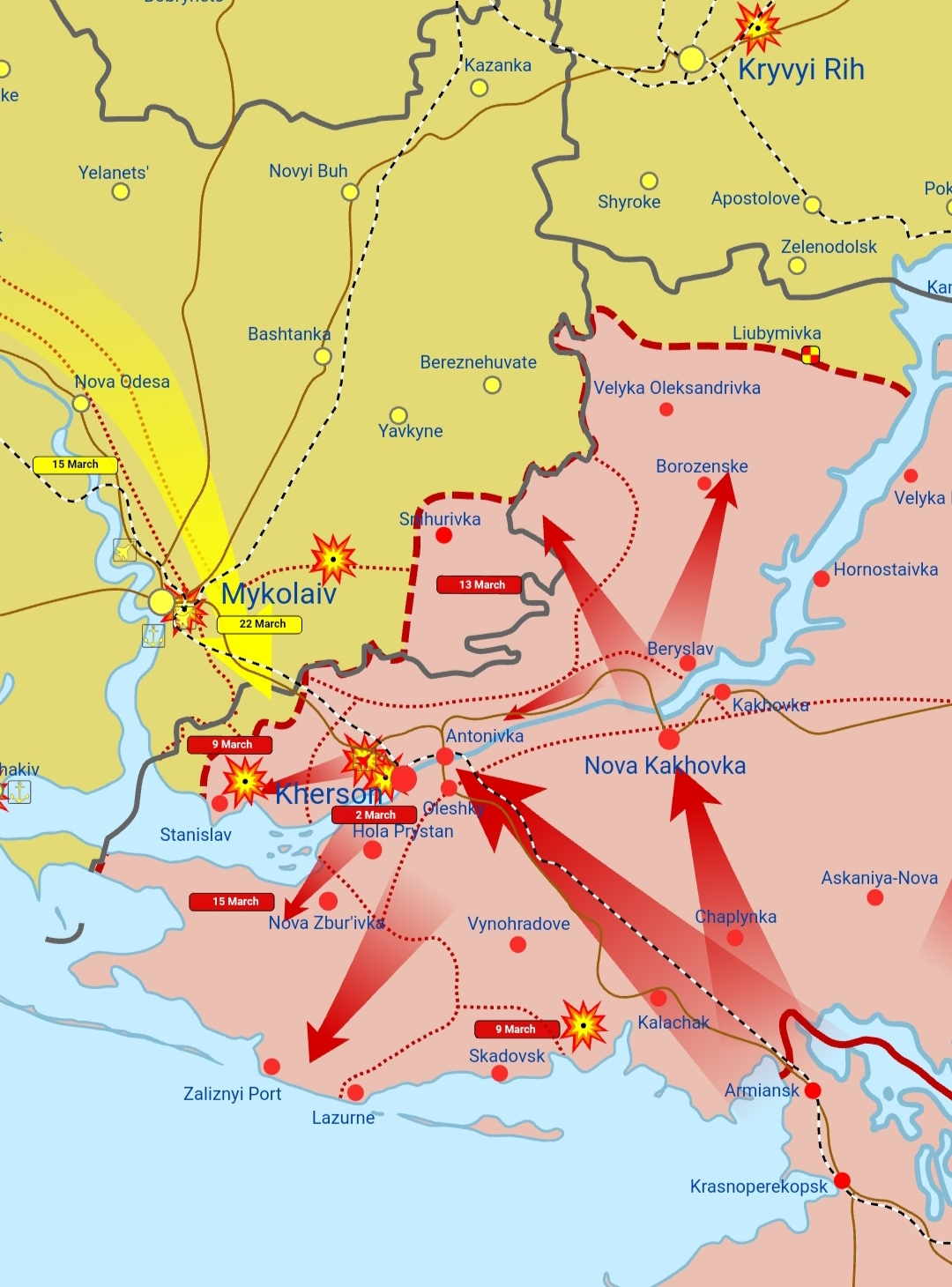
Ofensiva de Jersón (abril de 2022).

Con una participación de 83,4 % de los votantes habilitados, el 90,1 % de los votos emitidos en el óblast de Jersón afirmaron la independencia de Ucrania de la Unión Soviética, en el referéndum nacional del 1 de diciembre de 1991. 
En 2006, el aeropuerto de Jersón recibió el estatus de internacional. Después de sufrir varios actos de vandalismo el 6 de abril de 2012, la víspera de la fiesta de la Pascua, el cementerio judío de Jersón fue quemado. El fuego se extendió rápidamente sobre un área de unos 700 m² y causó graves daños a las tumbas y lápidas.
Tras la adhesión rusa de Crimea en 2014, Jersón albergó la oficina del representante del presidente de Ucrania en Crimea. Desde la ciudad, se suspendió el suministro de agua potable hacia la península. A las manifestaciones prorrusas asistieron 400 personas en Jersón.
El 18 de julio de 2020, se produjo una reforma administrativa de Ucrania, fusionándose el municipio de Jersón con el recién establecido Raión de Jersón. 
Jersón fue escenario de intensos combates en los primeros días de la invasión rusa de Ucrania (batalla de Jersón). A partir del 2 de marzo del 2022, se informó que la ciudad estaba bajo control ruso. Bajo la ocupación, algunos de entre los locales organizaron protestas callejeras en apoyo a la unidad de Ucrania. El 26 de abril de 2022, las autoridades locales informaron que las tropas rusas se habían apoderado de la sede administrativa de la ciudad y habían designado a Oleksander Kobets como alcalde y a Volodimir Saldo como gobernador regional. Para el 11 de noviembre de 2022 se completa el repliegue ruso de la ciudad, y del resto de la margen derecha del Dniéper, volviendo al poder ucraniano.

## Demografía
La población estimada para 2021 es de 282 817 habitantes.

### Demografía
Los datos de un censo de 2001 muestran que la población étnicamente ucraniana ha aumentado considerablemente respecto a 1926. Los datos recogidos son los siguientes:
| Grupo étnico | 1897  | 1926  | 1939  | 1959  | 1989  | 2001  |
| ------------ | ----- | ----- | ----- | ----- | ----- | ----- |
| Ucranianos   | 40,3% | 36,0% | 60,9% | 63,0% | 66,0% | 75,7% |
| Rusos        | 16,7% | 36,0% | 19,4% | 29,0% | 29,2% | 20,0% |
| Judíos       | 41,4% | 25,3% | 16,6% | 6,0%  | 1,9%  | 0,5%  |
| Otros        | 1,9%  | 2,7%  | 3,1%  | 2,0%  | 2,9%  | 3,8%  |

### Idiomas
La diferencia del uso de los idiomas en la ciudad de Jersón entre 1867 y 2001 es la siguiente:
| Idioma    | 1897  | 1926  | 1989  | 2001  |
| --------- | ----- | ----- | ----- | ----- |
| Ucraniano | 19,6% | 16,3% | 45,5% | 53,4% |
| Ruso      | 47,2% | 66,4% | 53,0% | 45.3% |
| Yiddish   | 29,1% | 14,7% | 0,1%  | 0,01% |
| Otros     | 4,1%  | 2,6%  | 1,4%  | 1,3%  |

## Clima
| Parámetros climáticos promedio de Jersón (1991-2020) | Parámetros climáticos promedio de Jersón (1991-2020) | Parámetros climáticos promedio de Jersón (1991-2020) | Parámetros climáticos promedio de Jersón (1991-2020) | Parámetros climáticos promedio de Jersón (1991-2020) | Parámetros climáticos promedio de Jersón (1991-2020) | Parámetros climáticos promedio de Jersón (1991-2020) | Parámetros climáticos promedio de Jersón (1991-2020) | Parámetros climáticos promedio de Jersón (1991-2020) | Parámetros climáticos promedio de Jersón (1991-2020) | Parámetros climáticos promedio de Jersón (1991-2020) | Parámetros climáticos promedio de Jersón (1991-2020) | Parámetros climáticos promedio de Jersón (1991-2020) | Parámetros climáticos promedio de Jersón (1991-2020) |
| Mes                                                  | Ene.                                                 | Feb.                                                 | Mar.                                                 | Abr.                                                 | May.                                                 | Jun.                                                 | Jul.                                                 | Ago.                                                 | Sep.                                                 | Oct.                                                 | Nov.                                                 | Dic.                                                 | Anual                                                |
| ---------------------------------------------------- | ---------------------------------------------------- | ---------------------------------------------------- | ---------------------------------------------------- | ---------------------------------------------------- | ---------------------------------------------------- | ---------------------------------------------------- | ---------------------------------------------------- | ---------------------------------------------------- | ---------------------------------------------------- | ---------------------------------------------------- | ---------------------------------------------------- | ---------------------------------------------------- | ---------------------------------------------------- |
| Temp. máx. abs. (°C)                                 | 15.2                                                 | 18.6                                                 | 22.7                                                 | 32.0                                                 | 37.7                                                 | 39.5                                                 | 40.5                                                 | 40.7                                                 | 36.4                                                 | 32.0                                                 | 21.8                                                 | 17.2                                                 | 40.7                                                 |
| Temp. máx. media (°C)                                | 1.4                                                  | 3.1                                                  | 8.8                                                  | 16.5                                                 | 22.9                                                 | 27.5                                                 | 30.3                                                 | 30.1                                                 | 23.7                                                 | 16.1                                                 | 8.4                                                  | 3.3                                                  | 16                                                   |
| Temp. media (°C)                                     | -1.6                                                 | -0.6                                                 | 4.1                                                  | 10.6                                                 | 16.7                                                 | 21.2                                                 | 23.8                                                 | 23.3                                                 | 17.5                                                 | 10.9                                                 | 4.7                                                  | 0.4                                                  | 10.9                                                 |
| Temp. mín. media (°C)                                | -4.4                                                 | -3.8                                                 | 0.0                                                  | 5.0                                                  | 10.6                                                 | 15.3                                                 | 17.5                                                 | 16.7                                                 | 11.8                                                 | 6.3                                                  | 1.6                                                  | -2.2                                                 | 6.2                                                  |
| Temp. mín. abs. (°C)                                 | -26.3                                                | -24.4                                                | -20.2                                                | -7.9                                                 | -1.5                                                 | 5.5                                                  | 9.2                                                  | 6.6                                                  | -5.0                                                 | -7.6                                                 | -16.2                                                | -22.2                                                | -26.3                                                |
| Precipitación total (mm)                             | 33                                                   | 28                                                   | 30                                                   | 32                                                   | 43                                                   | 59                                                   | 44                                                   | 29                                                   | 38                                                   | 36                                                   | 34                                                   | 38                                                   | 444                                                  |
| Nevadas (cm)                                         | 2                                                    | 3                                                    | 1                                                    | 0                                                    | 0                                                    | 0                                                    | 0                                                    | 0                                                    | 0                                                    | 0                                                    | 0                                                    | 1                                                    | 7                                                    |
| Días de lluvias (≥ 1 mm)                             | 9                                                    | 7                                                    | 9                                                    | 12                                                   | 11                                                   | 11                                                   | 9                                                    | 6                                                    | 9                                                    | 9                                                    | 12                                                   | 10                                                   | 114                                                  |
| Días de nevadas (≥ 1 mm)                             | 11                                                   | 10                                                   | 6                                                    | 0                                                    | 0                                                    | 0                                                    | 0                                                    | 0                                                    | 0                                                    | 0.3                                                  | 4                                                    | 8                                                    | 39.3                                                 |
| Horas de sol                                         | 63.7                                                 | 82.7                                                 | 134.2                                                | 193.3                                                | 275.8                                                | 294.7                                                | 318.5                                                | 301.5                                                | 228.4                                                | 153.8                                                | 77.6                                                 | 50.1                                                 | 2174.3                                               |
| Humedad relativa (%)                                 | 86                                                   | 83                                                   | 78                                                   | 69                                                   | 66                                                   | 66                                                   | 63                                                   | 62                                                   | 69                                                   | 77                                                   | 85                                                   | 87                                                   | 74.3                                                 |
| Fuente n.º 1: Погода и климат                        |                                                      |                                                      |                                                      |                                                      |                                                      |                                                      |                                                      |                                                      |                                                      |                                                      |                                                      |                                                      |                                                      |
| Fuente n.º 2: WMO                                    |                                                      |                                                      |                                                      |                                                      |                                                      |                                                      |                                                      |                                                      |                                                      |                                                      |                                                      |                                                      |                                                      |

## Economía

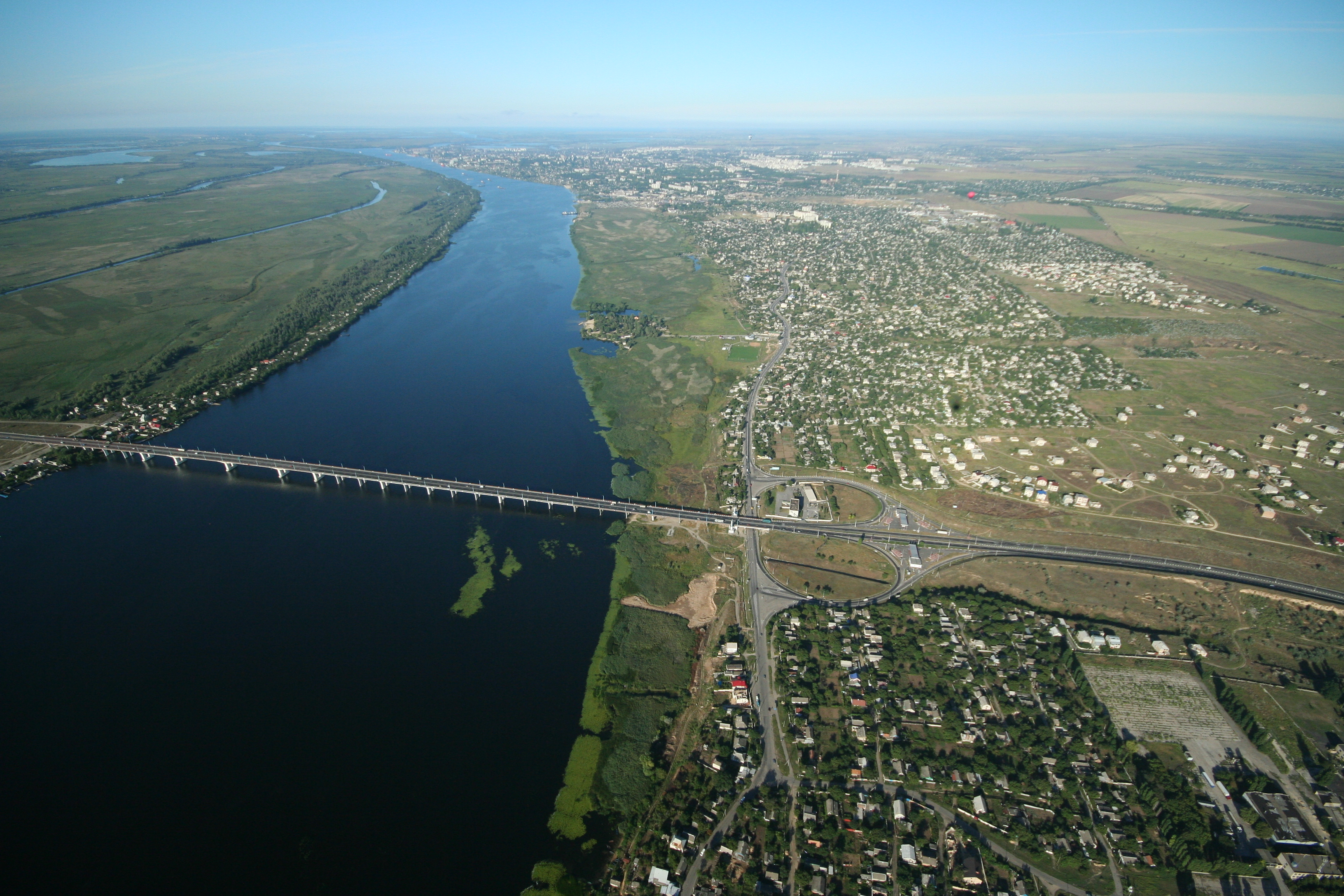
El río Dniéper a su paso por Jersón

En Jersón funcionan los siguientes sectores de la industria:
- Construcción de maquinaria,
- Construcción de barcos y reparación de embarcaciones,
- Fabricación de maquinaria para agricultura,
- Fábrica de construcciones mecánicas,
- Industria alimentaria:
  - Industria conservera,
  - Industria cárnica,
  - Industria pesquera, etc.
- Refinería de petróleo, que llega de Rusia a través del sistema de oleoductos.

## Transporte

### Marítimo

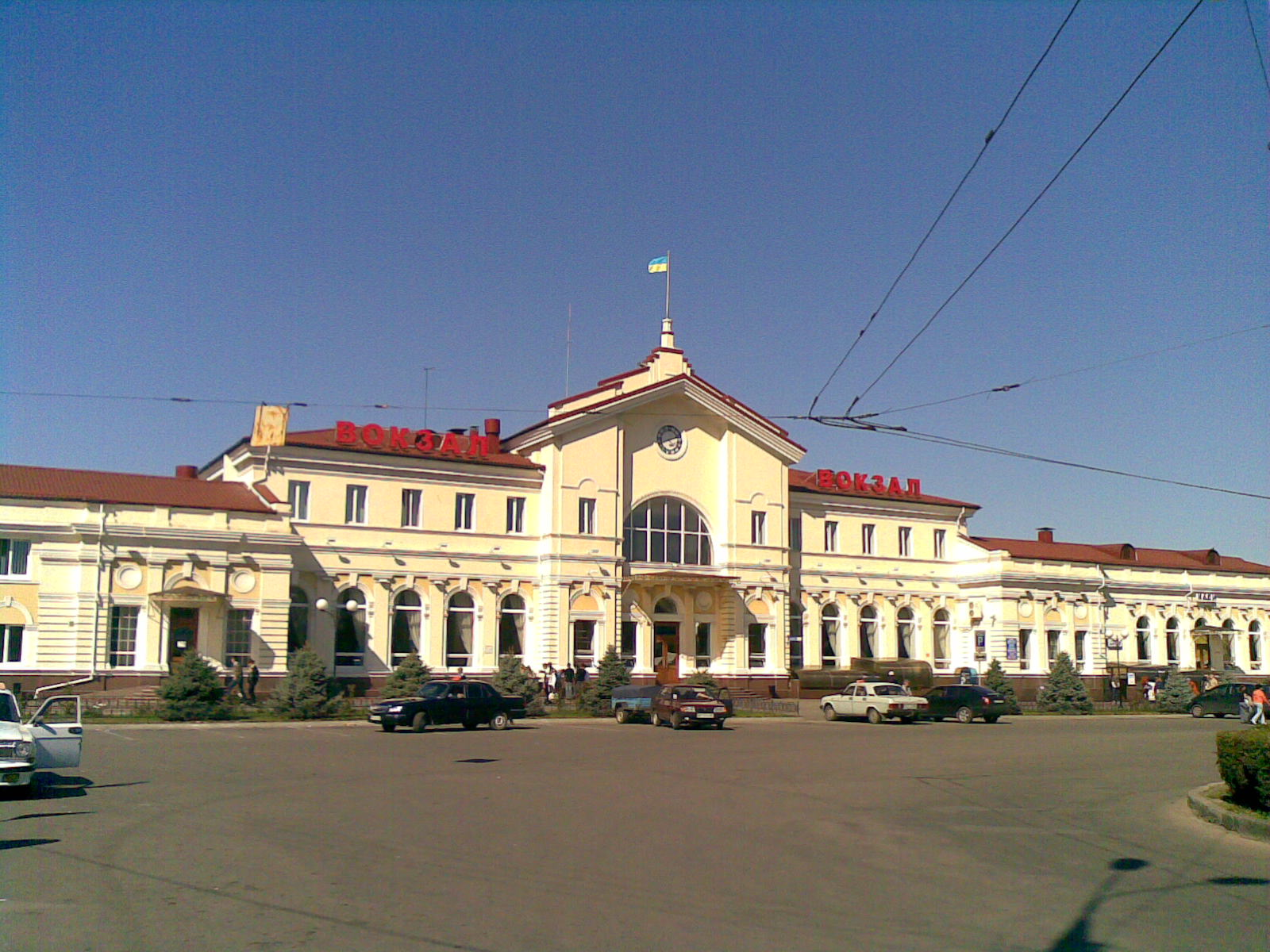
Estación de trenes de Jersón.

Jersón tiene dos puertos:
- Puerto de Jersón
- Puerto del río de Jersón.

### Ferroviario
Jersón está conectada a la red ferroviaria nacional de Ucrania. Hay servicios diarios de larga distancia hacia Kiev, Leópolis y otras ciudades.

### Aéreo
Jersón posee el Aeropuerto Internacional de Jersón. Actualmente se encuentra fuera de servicio ya que es escenario de la batalla de Chornobaivka entre Rusia y Ucrania.

## Educación

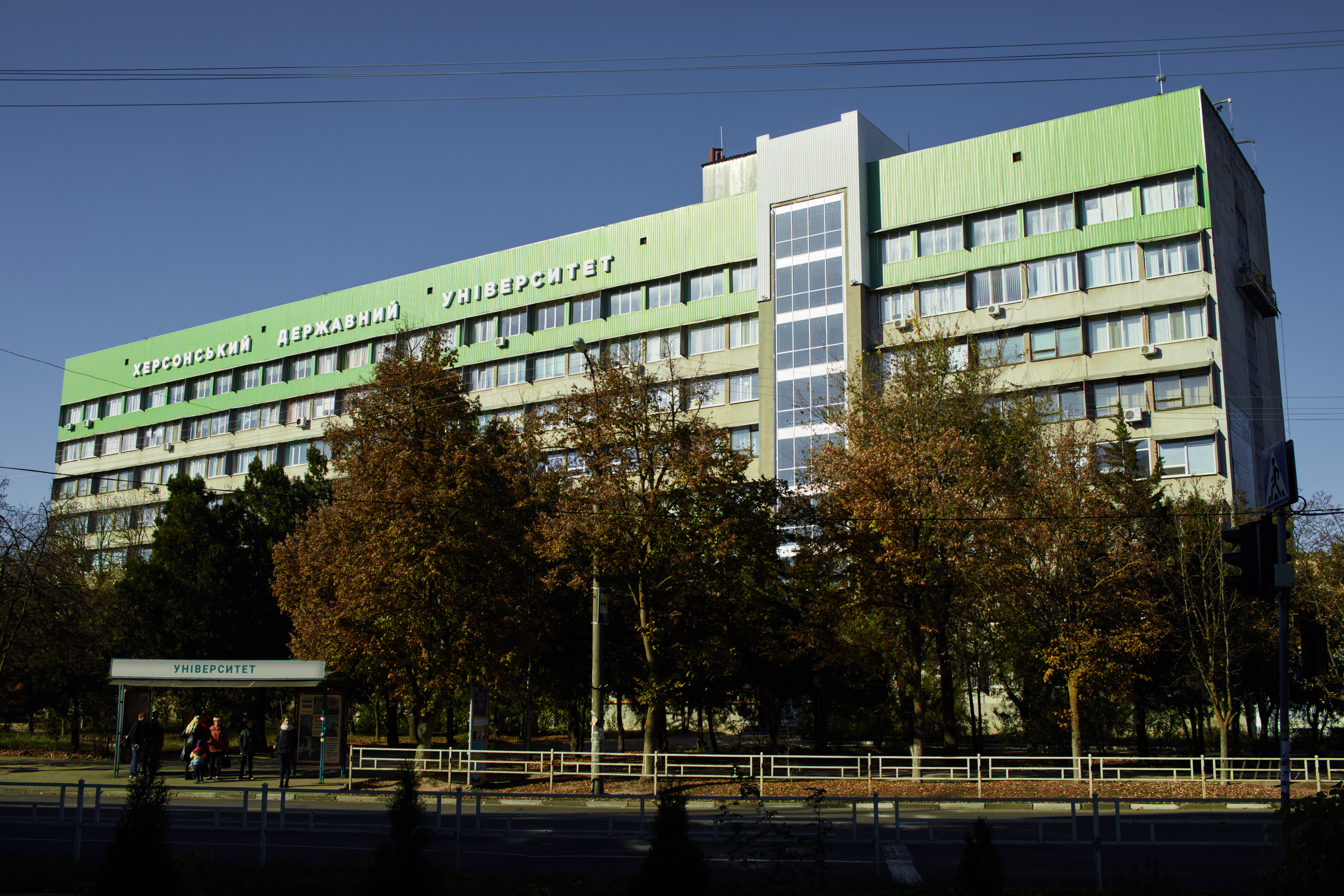
Universidad Estatal de Jersón.

En Jersón hay 77 escuelas secundarias, 15 instituciones de educación superior incluyendo 5 universidades: 
- Universidad Estatal de Jersón.
- Universidad Técnica Nacional de Jersón.
- Universidad de Agricultura Nacional de Jersón.
- Academia Marítima Estatal de Jersón.
- Universidad Internacional de Negocios y Leyes

El documental Dixie Land, fue filmado en una escuela de música de Jersón.

## Cultura

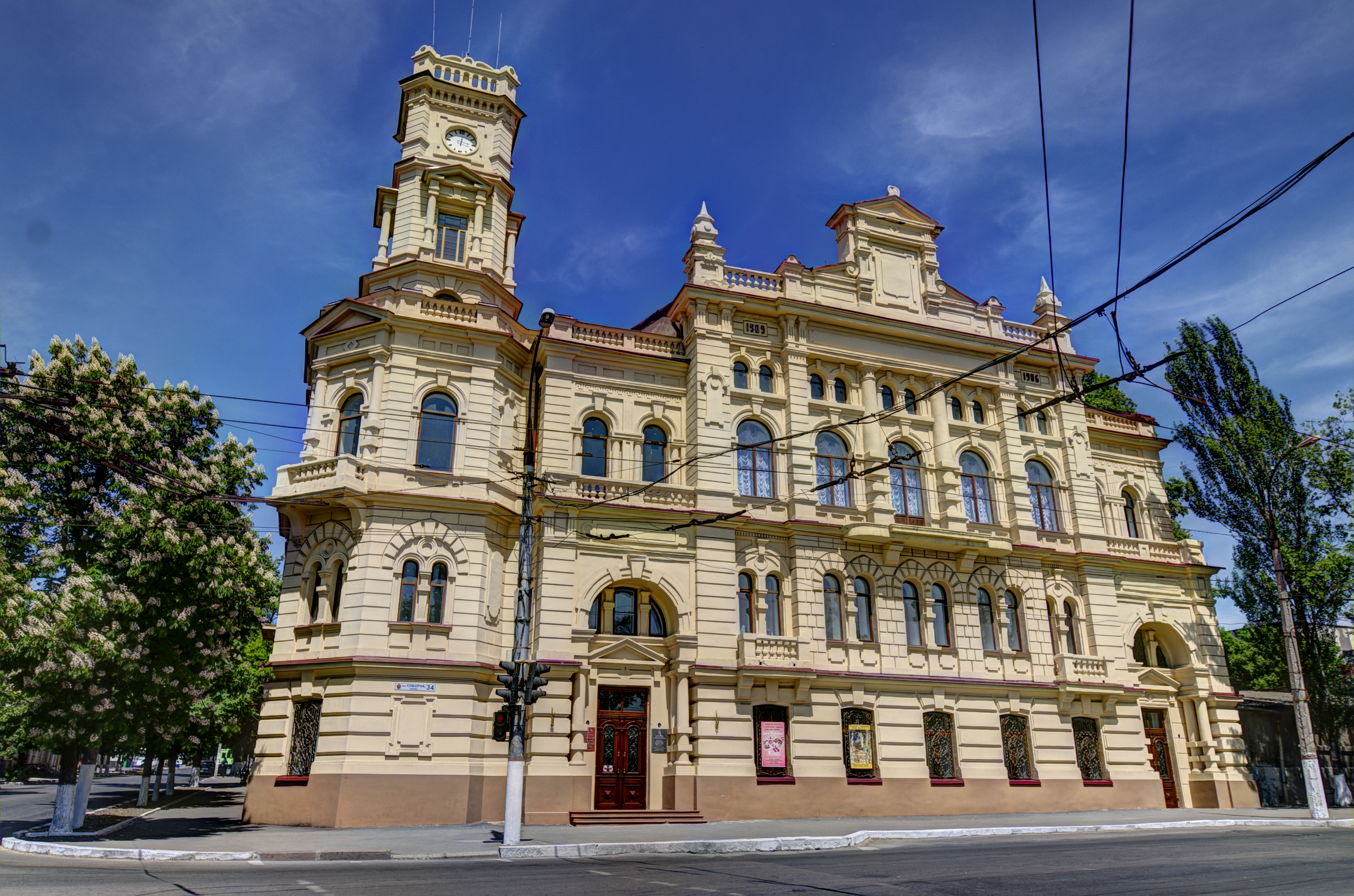
Ayuntamiento de Jersón

Respecto a la vida cultural, hay dos teatros, el teatro de drama y el de niños, una orquesta filarmónica, y dos museos, el museo de histórico-arqueológico que data de fines del s.xix y la pinacoteca.
Cada año se organiza el festival Melpomena de Tavria /los estrenos de los teatros musicales/.

### Patrimonio
- Los restos de la fortaleza del siglo XVIII.
- Centro histórico de la ciudad del siglo XIX.
- Hospital de los marineros (1803-1810).
- El arsenal del almirantazgo del siglo XVIII.
- El parque, que fue fundado en el año 1868.

## Deportes
El club Krystal Kherson (español: Jersón Cristal) es un equipo de fútbol de niñas que compite en torneos regionales, incluyendo en Nicolaiev.

## Ciudades hermanadas
- Rzeszów (Polonia)
- Zalaegerszeg (Hungría)
- Shumen (Bulgaria)
- Mariúpol (Ucrania)